# 비움바
비움바(Byumba)는 르완다 북부에 위치한 도시로, 북부 주의 주도이기도 하다. 키갈리(르완다의 수도)에서 북쪽으로 60km 정도 떨어진 곳에 위치하며 SOS 어린이 마을의 활동 중심지가 된 곳이기도 하다.